# Wojsławice (Basse-Silésie)
Pour les articles homonymes, voir Wojsławice.
Wojsławice est une localité polonaise de la gmina de Niemcza, située dans le powiat de Dzierżoniów en voïvodie de Basse-Silésie.